# 金城次郎

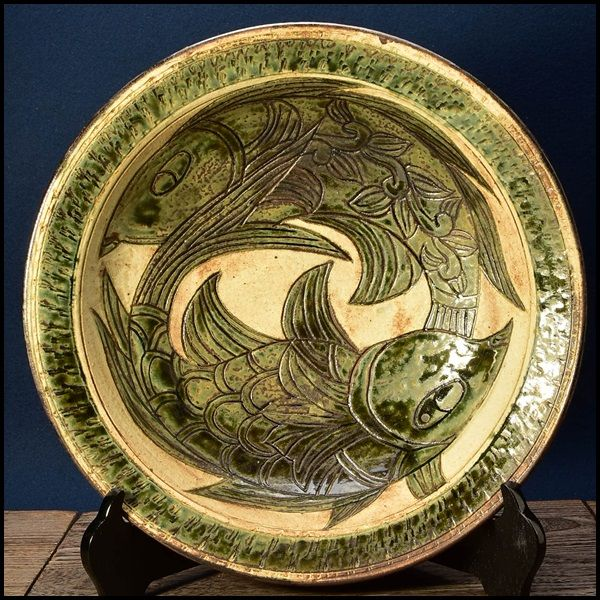
魚紋大皿(1967年)

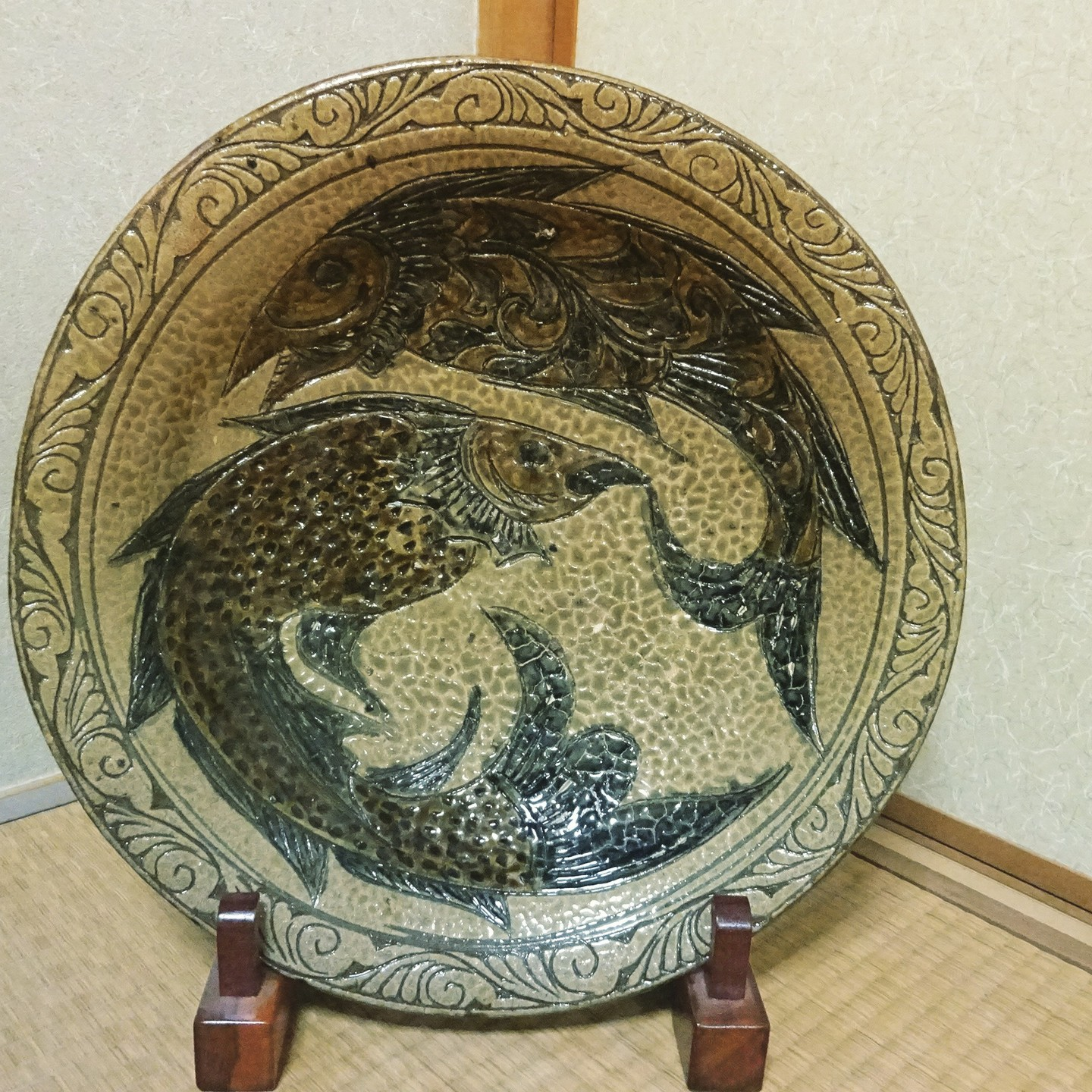
魚紋大皿、藤田田特注品、濱田庄司監修、（1970年代）

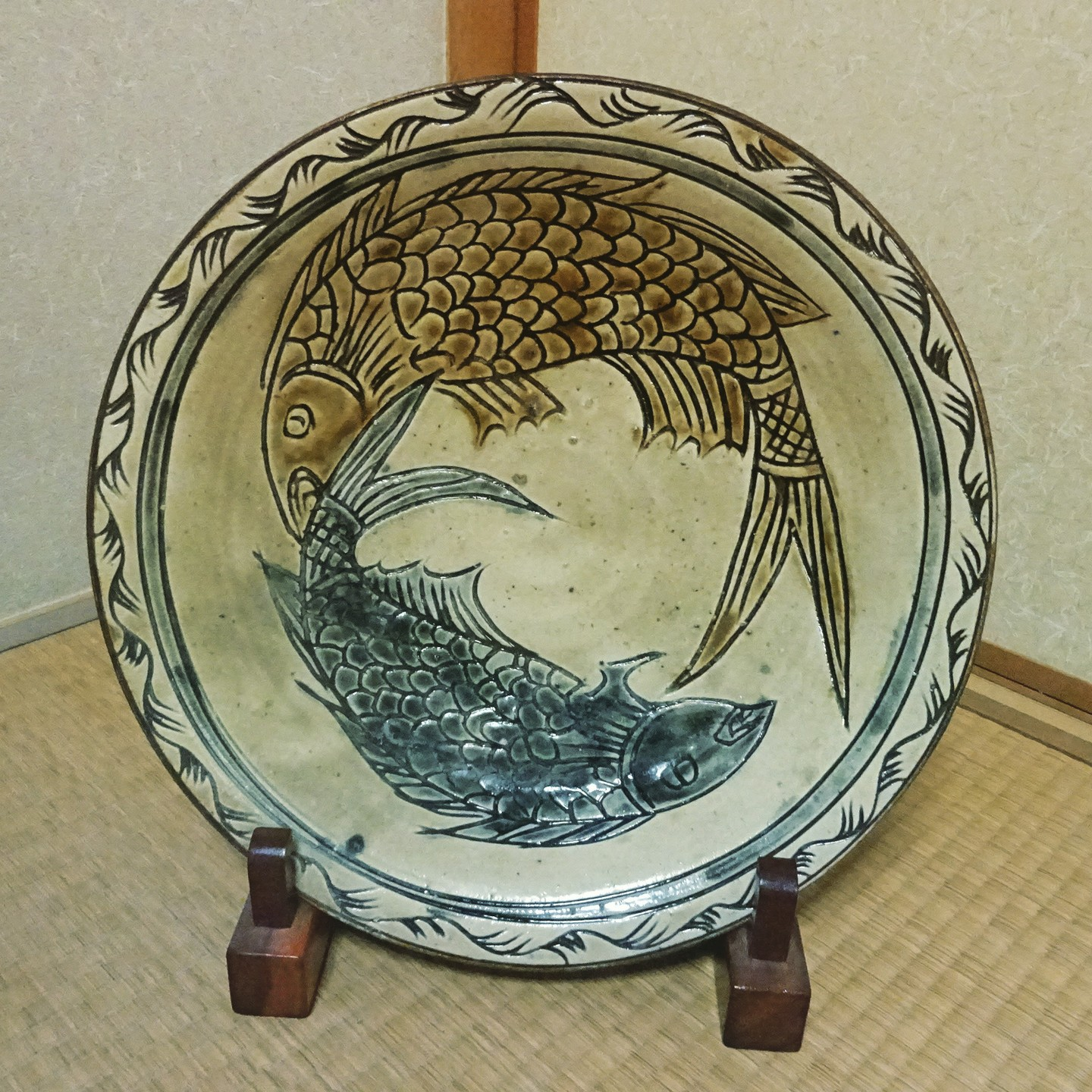
魚紋大皿、（1970年代）

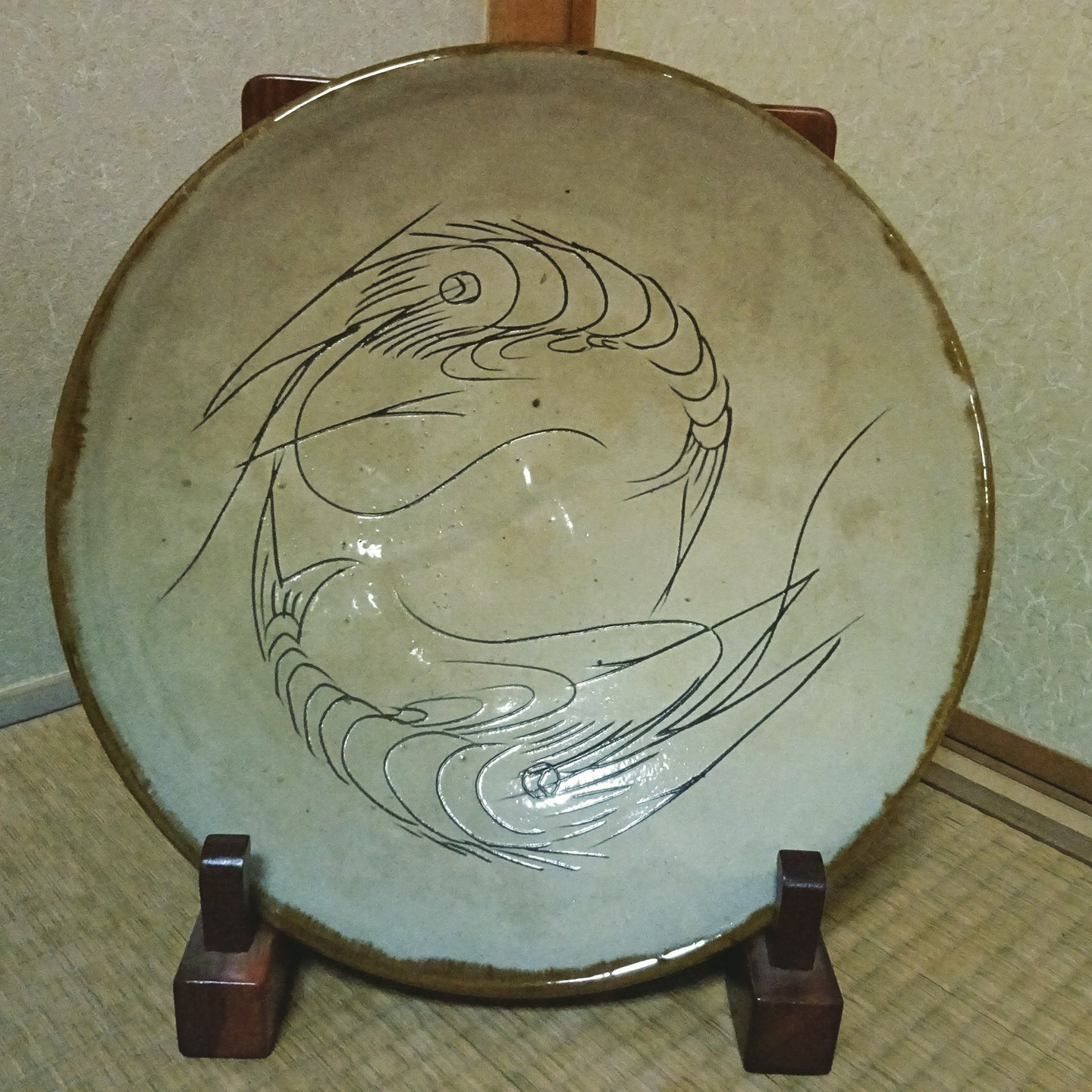
海老紋大皿、上村正美コレクション（1960年代）

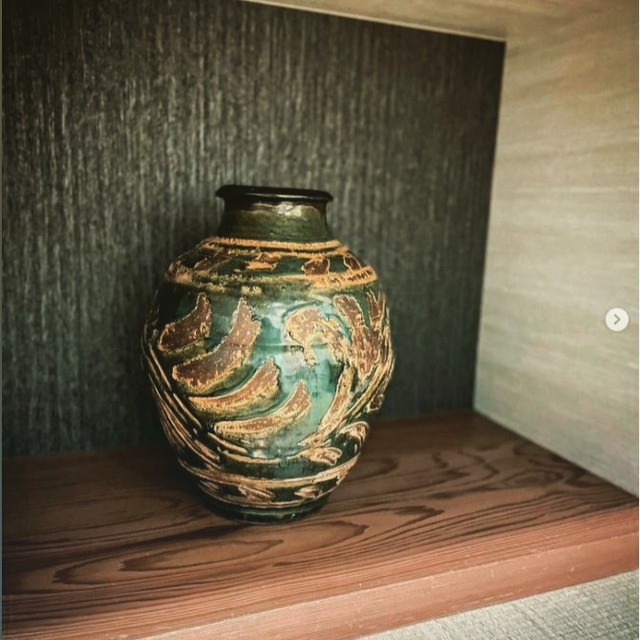
オーグスヤ指描大壺（1960年代）

金城 次郎（きんじょう じろう、1912年（大正元年）12月3日 - 2004年（平成16年）12月24日）は那覇市生まれの陶芸家。国の重要無形文化財「琉球陶器」技能保持者（沖縄県で初の人間国宝）。
父は、大里村出身、母は壺屋出身。
1925年、13歳で陶工として新垣栄徳に師事し、この年に民藝運動を展開していた濱田庄司と出会った。民藝運動の中心人物である柳宗悦の影響を強く受け、製作に反映させていった。太平洋戦争中は徴兵により碍子などの製作を軍からの指示で作陶したりしていた。1946年に壺屋に自らの工房を開いた。
日常的な暮らしの中の日用品に「用の美」を見出そうという民藝運動に作品は合致し、数々の受賞をして名前を馳せていった。
1972年の沖縄返還の年に、都市化により登り窯から出る煙の公害問題で登窯か使えなくなり活動拠点を読谷村に移した。
1985年に沖縄県で初の重要無形文化財技能保持者（人間国宝）に選ばれた。
2004年に心筋梗塞のため死去。
作品は、素朴な作風の壺屋焼（上焼）で、壺、食器、酒器などの日用雑器が多く、また、魚や海老をモチーフにしたものが多い。笑っているように見える魚（笑う魚）などユーモラスな「魚紋」は金城次郎作品を代表する絵柄である。
３人の子はすべて陶芸家で、一族には壺屋焼陶芸家が多く、次郎の弟である敏雄の血筋を含め「金城一門」と呼ばれる。

## 略歴
- 1912年（大正元年）12月3日、那覇市与儀で出生。
- 1925年（大正12年） 新垣栄徳の製陶所に入門、壷屋の製陶に従事。
- 1946年（昭和21年） 那覇市壺屋に工房を開く。新垣栄徳の窯を共同使用。濱田庄司、河井寛次郎らの指導のもとで壺屋焼を守り発展に努める。
- 1958年（昭和33年） 「魚紋大皿」と「抱瓶」が、ルーマニア国立民芸博物館に永久保存となる。
- 1958年（昭和33年）12月、東京三越本店にて「沖縄壺屋三人展」開催。
- 1972年（昭和47年） 沖縄本土復帰。読谷村に移住し窯を開いた。
- 1972年（昭和47年）11月21日、沖縄県指定無形文化財技能保持者に認定される。
- 1977年（昭和52年）11月10日、「現代の名工」として労働大臣表彰。
- 1978年（昭和53年）12月28日、高血圧で倒れ、4か月の静養。
- 1985年（昭和60年）3月23日、「琉球陶器」での重要無形文化財技能保持者（人間国宝）に認定、沖縄県功労章受章。
- 1993年（平成5年） 勲四等瑞宝章受章。
- 1997年（平成7年） 引退していたことが明らかになった。
- 2004年（平成16年） 死去。享年92。

## 経歴
濱田庄司の助手。
河井寛次郎によると「珍しいくらい良く出来たひと、彫ったり描いたりする模様も上手く、陶芸の仕事で出来ないものはない。」。
濱田庄司によると「次郎は考えないでつくる」。金城次郎によると「僕だって、考えておるさ」。
70歳で脳梗塞で倒れた金城次郎に濱田庄司は「もう次郎は何をつくってもよい」といたわった。
金城次郎の皿に隙間なく並ぶ魚のデザインを見て閉口した濱田庄司は「これでは魚があんまり多くて息苦しそうだ」と述べている。
濱田庄司は金城次郎を目利きの多い東京で紹介したいという思いは1970年東京三越本店「沖縄壺屋三人展」の陳列時に、金城次郎の秀作に最も高い値段をつけるように濱田庄司は指示している。

## 評伝・作品集
- 『沖縄の陶工　人間国宝　金城次郎』 大塚清吾 写真、日本放送協会出版、1988年
- 松井健『金城次郎とヤチムン　民藝を生きた沖縄の陶工』 榕樹書林「がじゅまるブックス」、2016年
- 『金城次郎　壺屋時代作品集』 久高民藝店監修、国書刊行会、2020年

## 金城次郎館
2023年2月5日、沖縄県南城市知念山里に金城次郎館が開館した（当面は日曜日の正午～午後5時の開館）。